# Veke

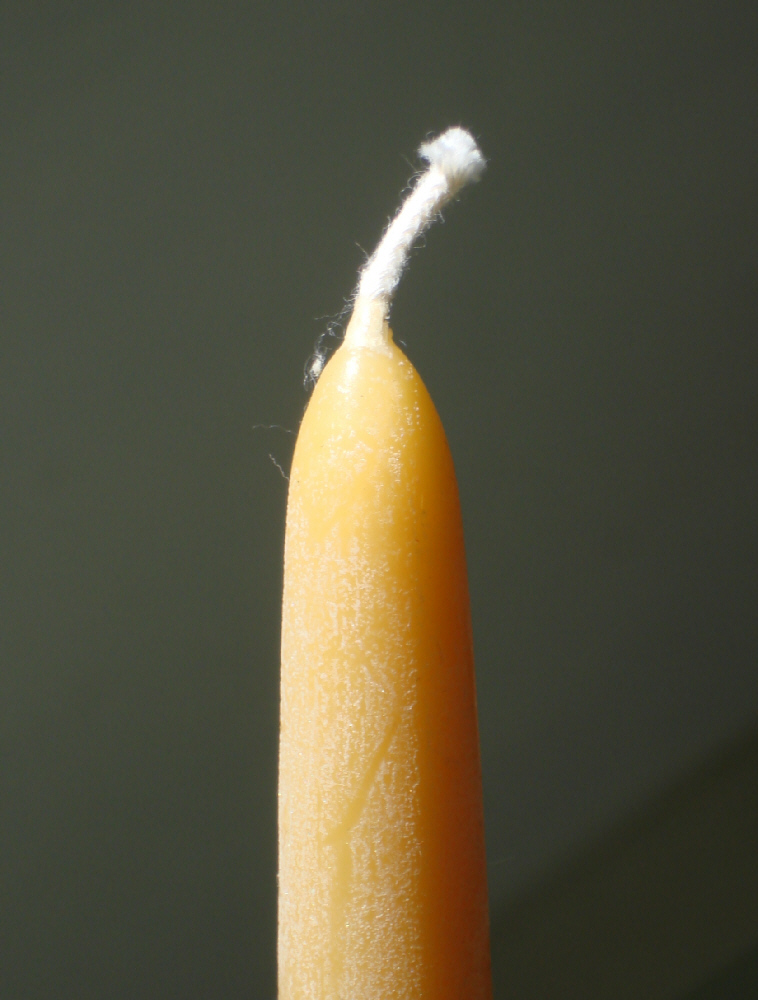
En veke.

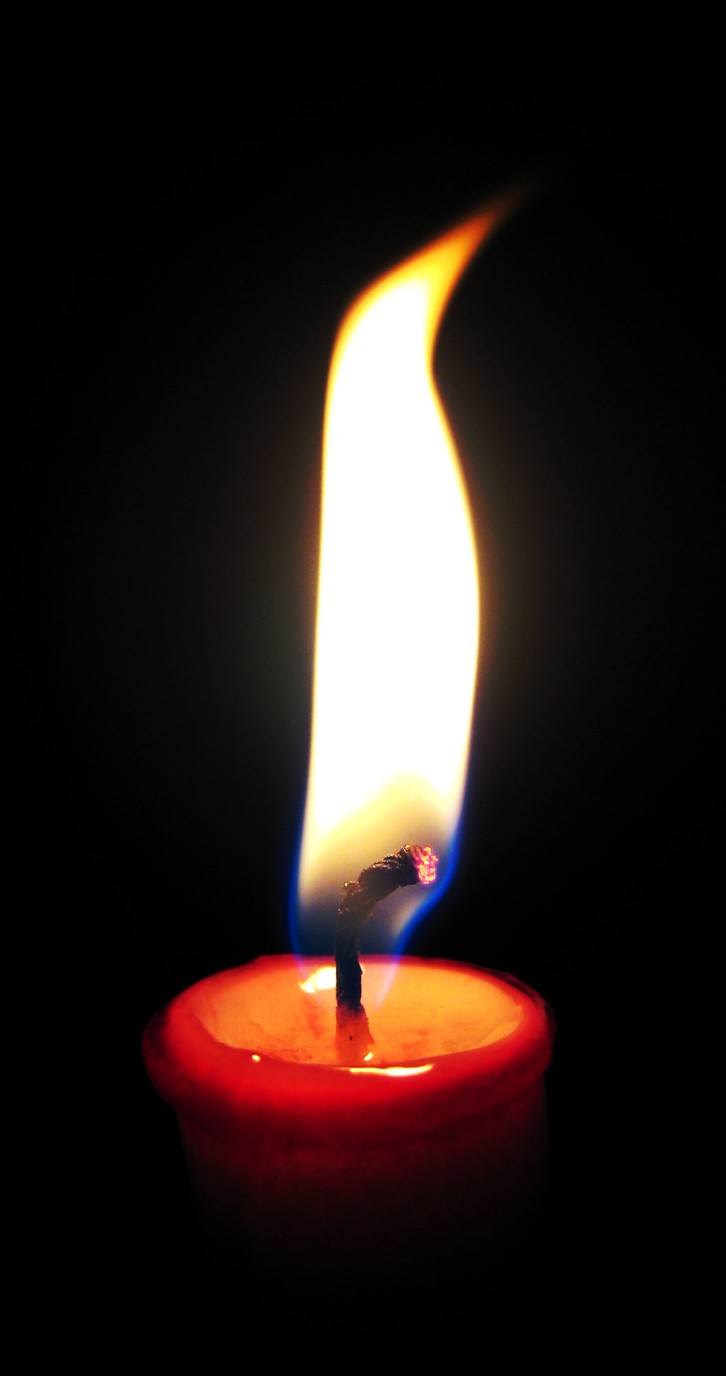
En antänd veke.

En veke är en smal textilremsa eller ett grovt garn som används i levande ljus, fotogenlampa eller oljelampa. 
Veken, som vanligen tillverkas av bomull, är antingen doppad i flytande bränsle eller är ingjuten i något brännbart material (till exempel stearin). Veken suger upp bränsle, som kan antändas med tändsticka eller tändare. När bränslet i vekens översta del förbränns, sugs successivt mer bränsle upp.
När veken är ingjuten i ett fast bränsle, måste dess grovlek noga anpassas till ljusets vidd, så att båda förbrukas i samma takt. För att underlätta detta samspel kan veken impregneras med diverse salter, till exempel en vattenlösning av ammoniumfosfat och ammoniumsulfat. En annan metod är att doppa veken i en vattenlösning av borsyra. Vekarna ska sedan lufttorka, innan de gjuts in i ljusmassa för att bli ljus.
En ljusveke består numera av flätat bomullsgarn. Flätningen ger veken ett plattare tvärsnitt, vilket gör att den böjer sig och toppen kommer i kontakt med omgivande luft. Detta underlättar fullständig förbränning av veken. Innan flätade vekar började användas, måste man ansa levande ljus med en särskild ljussax som hade en behållare för den avklippta veken. Detta kallas att snyta ljuset. Om veken blir för lång blir förbränningen ofullständig, och ljuset sotar, vilket avsätts på rummets väggar och tak.
Inom maskinteknik används vekar för att suga upp smörjolja till lagringar, som är mekaniskt svåråtkomliga med smörjkannor. Ett exempel där detta kan förekomma är symaskiner.